# Deportivo Cali
Asociación Club Deportivo Cali ist ein Fußballverein aus der kolumbianischen Stadt Cali.

## Geschichte
Er wurde 1912 unter dem Namen „Cali F.C.“ gegründet und begann seine Profigeschichte in der kolumbianischen Fußballliga am 15. August 1948. Die Vereinsfarben sind Grün und Weiß. Der Klub errang im Laufe seiner Geschichte zehn nationale Meistertitel. 
Deportivo Cali war 1978 der erste kolumbianische Verein, der das Finale der Copa Libertadores erreichte, unterlag aber gegen Boca Juniors. 1999 stand der Klub gegen Palmeiras aus São Paulo das zweite Mal im Finale. 1998 erreichte Deportivo das Endspiel der Copa Merconorte. 
Mit dem Trainer Leonel Álvarez wurde der Verein in der Rückserie 2013 Vizemeister und konnte im Januar 2014 die Superliga de Colombia gegen Atlético Nacional gewinnen. Die Spielzeit 2014 begann allerdings relativ schwach, so dass Álvarez im Februar entlassen wurde. Der Einzug in die Finalrunde wurde auch mit dem neuen Trainer Héctor Cárdenas deutlich verfehlt. Die Rückserie verlief dagegen besser. Der Verein erreichte in der Ligaphase den sechsten Platz und verfehlte in der anschließenden Gruppenphase nur knapp den Einzug in das Finale. In der Apertura 2015 gewann Deportivo Cali dagegen mit dem neuen Trainer Fernando Castro Lozada seine neunte Meisterschaft. Im Finale konnte der Verein sich gegen Independiente Medellín durchsetzen.
In der Spielzeit 2016 konnte sich Deportivo Cali in beiden Halbserie für die Finalrunde qualifizieren, scheiterte aber jeweils im Viertelfinale. Im April 2016 wurde Mario Yepes als Trainer vorgestellt. Der Verein hielt an Yepes trotz des frühen Ausscheidens auch für die Spielzeit 2017 fest. Im März 2017 wurde Yepes jedoch nach einem durchwachsenen Saisonstart entlassen. Als Nachfolger wurde Héctor Cárdenas vorgestellt. Unter dem neuen Trainer erreichte Cali das Finale der Apertura, in dem es gegen Atlético Nacional unterlag und somit Vizemeister wurde.
Die Rückserie verlief für Deportivo Cali weniger erfreulich und wurde schließlich auf dem 14. Platz abgeschlossen. Bereits im Oktober 2017 war deswegen Cárdenas durch Sergio Angulo ersetzt worden.
Die Ligaphase der Apertura 2018 schloss Cali mit dem neuen Trainer Gerardo Pelusso auf dem sechsten Platz ab. Im anschließenden Viertelfinale unterlag der Verein Atlético Nacional. In der Rückserie wurde der Einzug in die Finalrunde auf dem zehnten Platz verpasst.
Für die Saison Apertura 2019 wurde der Argentinier Lucas Pusineri als neuer Trainer verpflichtet, der in der Vorsaison mit Cúcuta Deportivo den Meistertitel der zweiten kolumbianischen Liga gewonnen hatte. In der Copa Sudamericana 2019 schied Cali in der zweiten Runde gegen Peñarol Montevideo aus. In der Liga qualifizierte sich der Verein als Zweiter für die Finalrunde, konnte aber dann nicht in das Finale einziehen.

## Stadion

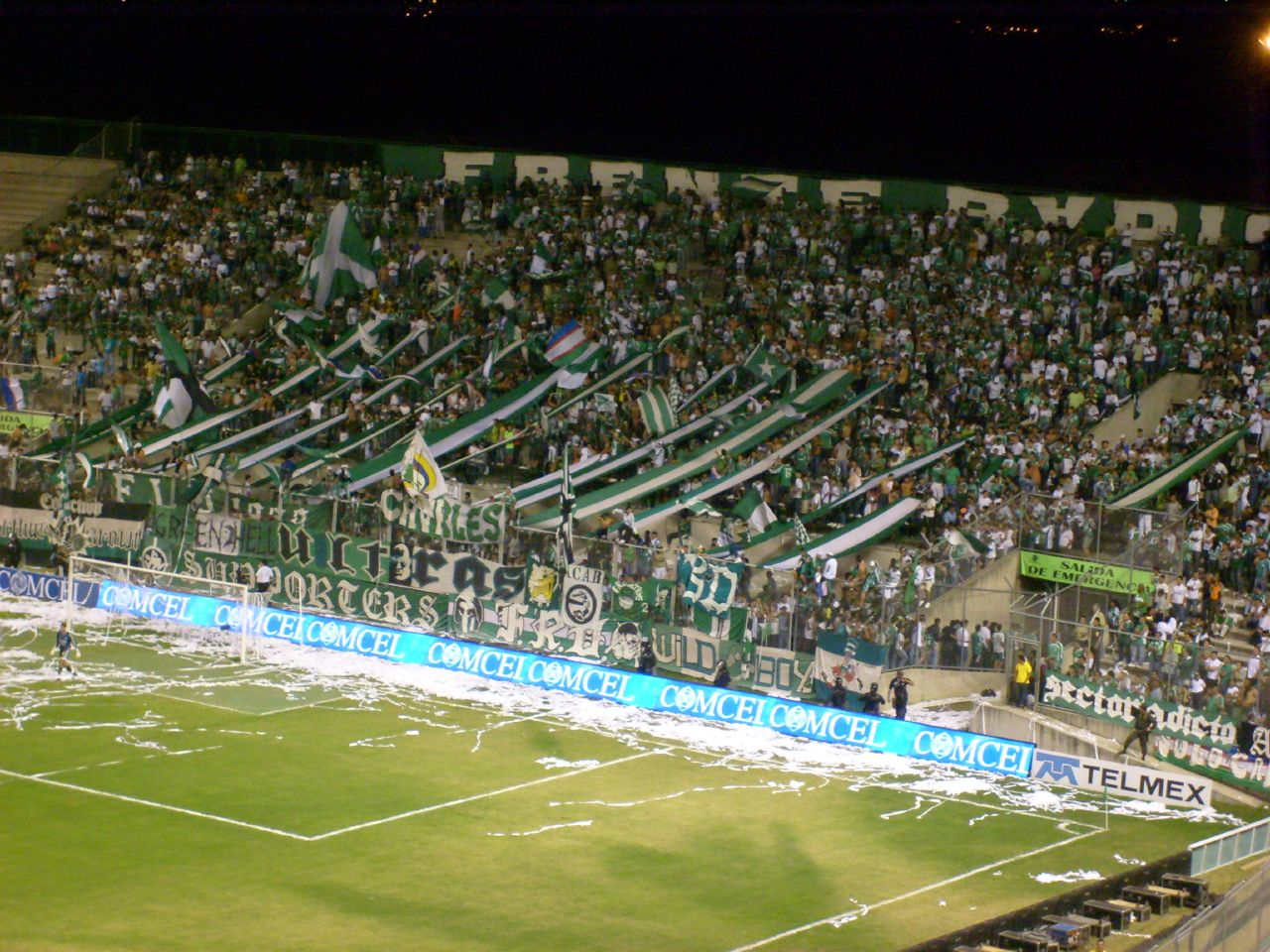
Das Estadio Deportivo Cali

Deportivo Cali spielte lange Zeit im Estadio Pascual Guerrero, zusammen mit dem Lokalrivalen América de Cali. Es bietet 45.000 Zuschauern Platz. 
2008 zog der Verein als erster in Kolumbien in ein eigenes Stadion um, das den Namen Estadio Deportivo Cali trägt. Dieses neue Stadion bietet Platz für 53.347 Zuschauer.

## Erfolge
- Kolumbianischer Meister: 1965, 1967, 1969, 1970, 1974, 1996, 1998, 2005-II, 2015-I, 2021-II
- Copa Colombia: 2010
- Superliga de Colombia: 2014
- Copa Libertadores: Finalist 1978, 1999
- Copa Merconorte: Finalist 1998

## Trainer
- Carlos Bilardo (1976–1978)
- Reinaldo Rueda (1997–1998)
- Jorge Luis Bernal (2010)[8]
- Jaime de la Pava (2010–2011)[9]
- Héctor Cárdenas (2012, 2014, 2017)
- Leonel Álvarez (2013–2014)[10]
- Fernando Castro Lozada (2015–2016)[11]
- Mario Yepes (2016–2017)[12]
- Sergio Angulo (2017)[13]
- Gerardo Pelusso (2017–2018)[14]
- Lucas Pusineri (2018–)[15]

## Ehemalige Spieler
- Abel Enrique Aguilar
- Álvaro Domínguez
- Faryd Mondragón
- Eladio Reyes
- Nelson Rivas
- Carlos Valderrama
- Mario Yepes